# Carex anisostachys
Espèce
Classification phylogénétique
Carex anisostachys est une espèce de plantes du genre Carex et de la famille des Cyperaceae.